# ナフダトゥル・ウラマー
ナフダトゥル・ウラマー（Nahdlatul Ulama、略称NU）とは、インドネシアのイスラーム系組織である。オランダ領東インド時代の1926年、東部ジャワのスラバヤで、ウラマーたちを中心に、ヒッタ（Khittah、闘争の基本的方針などの意味）を定めて創設された。名称は、インドネシア語で、「ウラマーの復興」を意味する。
組織の性格として、同じくインドネシアのイスラーム系団体ムハマディヤと比較した場合、保守的側面を持っており、宗教教育と周辺共同体の福祉向上といった活動を中心的に行なっている。その活動拠点となっているのは、中東部ジャワの農村各地に存在するプサントレン（イスラム寄宿学校）であり、このジャワ以外にも活動拠点がある。インドネシアで最大規模の動員力を持つイスラーム団体である。
組織としては各地のウラマーの自立性を尊重するゆるやかな連合体であり、NUとしての指導部の選出、活動方針、イスラム法の解釈についての議論と決定は、5年に1度の大会で決定されている。
スハルト政権崩壊後、NUを支持基盤とする民族覚醒党（PKB）が発足し、ながくNU総裁を務めたアブドゥルラフマン・ワヒドが同党からインドネシア第4代大統領に就任した。

## 歴史
発足以来、社会団体として政治から距離を置いていたNUが政治に参与するきっかけとなったのは、1943年、日本軍政下で新たに結成されたマシュミにNUが加入したことであった。マシュミは、保守的なNUと近代派のムハマディヤをはじめとする、既存のイスラーム系諸団体を一元化して、インドネシアのムスリムを動員するために軍政当局が結成した組織だった（ただし、政治的イスラーム団体の参加は見送られた）。これによって、ウラマーなどイスラームの指導者は中央・地方の行政府や各種官製組織のポストを与えられ、公的な発言力を得ることになった（倉沢、1992年、第9章を参照）。
1945年の日本敗戦後、新たに結成されたマシュミ党では、NUとムハマディヤの指導者層は後退し、戦前のイスラーム政治運動の中心部（サレカット・イスラーム党など）がその指導部の実権を握った。
日本軍政期、独立戦争期を通じて、マシュミのNU派からも各政権への入閣を果たしたが、その数はムハマディヤ派からの入閣者数を下回った。このことがNUの積年の不満となり、1952年には、宗教相のポストを失ったことに端を発する組閣人事での対立で、NUはマシュミを脱退した。
1955年、インドネシアで初めて実施された総選挙で、NUは18.4%の得票率（45議席）を確保し、国内4大勢力の一つに数えられた（永井、1986年、202頁）。1958年のスマトラ反乱に関与したマシュミとは一定の距離を置いた（その後、マシュミは、スカルノによって非合法化された)。
スカルノ失脚後の1971年に実施された総選挙では18.7%の得票率を確保し、イスラーム勢力内では最大勢力となった。インドネシア共産党壊滅後の国内政治において、イスラーム勢力を最大の脅威とみなしていたスハルト政権、ゴルカルに対して、NUは妥協の道を選んだ。1973年、スハルト政権による政党簡素化を受け入れ、他のイスラーム系5政党と合併して、開発統一党（PPP）に参加した。
そして、1984年、NUの一大転機となるシトゥボンド全国大会が開催された。この会議で採択された「1926年ヒッタへの回帰」の中で、｢政治活動を辞め、本来的な活動とみなされる宗教教育と社会活動を中心とした宗教社会組織に回帰すること、政治家や非ウラマーの執行部に振り回された指導部体制から宗教評議会中心のウラマー支配に復帰すること」を宣言し、政治活動からの撤退を表明したのである。
NUがふたたび政治活動に復帰するのは、スハルト政権崩壊後の1998年、NU会員の手によって、民族覚醒党（PKB）が設立されてからである。1999年、NUの動員力を得てPKBが参加した総選挙では、このPKBが第4党となり、前NU総裁のワヒドが第4代大統領に就任した。その一方で、この年のクディリ全国大会ではヒッタの維持が確認され、NUとしては政治と一定の距離を置くことが再確認された。
2020年12月1日、イマム・ピトゥドゥ副事務局長が令和2年度外務大臣表彰を受賞。

## NUの社会的性格
スカルノの「指導される民主主義」期からスハルト「新秩序」期にかけて、一見、政治的活動から後退しつづけたかに見えるNUが、インドネシア最大のイスラーム勢力に成長した契機は、1952年のマシュミ脱退と1984年のシトゥボンド全国大会にある。
NUのマシュミ脱退持の政治状況は、中央政府に対して不満を持つ地方軍部が公然と反旗を翻し、インドネシアが国家分裂の危機に陥っていく過程にあった。パンチャシラ護持を国是とするインドネシアにおいて、ジャワ以外の島々が独立することは、すなわちインドネシア国家の崩壊を意味していた。スカルノ政権と対立し、地方に支持基盤をもっていたマシュミは、この地方反乱に加担し、その後の反乱鎮圧とともに、スカルノによって非合法化された。マシュミを脱退していたNUは、スカルノによるイスラーム勢力の弾圧から逃れることができたのである。
また、スハルトの開発独裁期に開催されたシトゥボンド全国大会では、NUの政治活動からの撤退が決議された。しかし、これによってNUは政治活動の対立軸から逃れることで、むしろ公的な政治システムの外で活動する自由を得ることが可能となり、NUは農村部での勢力の維持と伸張を可能にした。
シトゥボンド全国大会で、議長に選出されたワヒドら若手指導者層は、NUが教義的に他宗教に寛容であることを表明し、他宗教や世俗集団とも協力関係を結ぶことを訴えた。また、人権や民主主義の促進を重視する革新的な活動を実施するため、NUの組織の内外に多くのNGOを作って、農村開発などの社会活動に着手した（Eldridge, 1995, pp.177-182）。こうしたNUの諸活動を評して、インドネシアにおける市民社会建設の素地を作ったともいわれている。